# Ludvig Lorenz
Ludvig Valentin Lorenz (Helsingør, 18 gennaio 1829 – 9 giugno 1891) è stato un fisico danese.
Ha studiato la propagazione della luce attraverso un singolo mezzo omogeneo e il passaggio della luce tra due mezzi diversi.
Utilizzando la teoria elettromagnetica della luce ha formulato quella che è chiamata condizione di gauge di Lorenz.